# Athi (stripreeks)
Athi was een Nederlandse stripreeks die werd geschreven door Anton Quintana. Het eerste deel werd getekend door de striptekenaar Jan Wesseling en alle overige delen door Gerrit Stapel. Het is een historische strip die speelt in het hoge noorden ten tijde van de Vikingen. De blonde Athi en z'n metgezel Rollo zijn in een strijd verwikkeld met de wrede Ragnar. Alle avonturen bestaan uit episodes van vier pagina's met een eigen titel, maar de episodes vormen in feite samen een aaneengesloten verhaal. Ze eindigen dan ook vrijwel allemaal met "wordt vervolgd".

## Publicatie
De stripreeks bestond uit korte verhalen die van 1966 t/m 1968 werden gepubliceerd in het striptijdschrift Pep. In 1980 werden de door Stapel getekende verhalen (13 strips en een geïllustreerd verhaal) gepubliceerd als één album door uitgeverij Oberon.